# Oh Eun-Seok
Oh Eun-Seok (en coreano: 오은석; Daegu, 2 de abril de 1983) es un deportista surcoreano que compitió en esgrima, especialista en la modalidad de sable.
Participó en tres Juegos Olímpicos de Verano entre los años 2004 y 2012, obteniendo una medalla de oro en Londres 2012 en la prueba por equipos. Ganó tres medallas en el Campeonato Mundial de Esgrima entre los años 2007 y 2014.

## Palmarés internacional
| Juegos Olímpicos   | Juegos Olímpicos        | Juegos Olímpicos  | Juegos Olímpicos  |
| Año                | Lugar                   | Medalla           | Prueba            |
| ------------------ | ----------------------- | ----------------- | ----------------- |
| 2012               | Londres (Reino Unido)   | Medalla de oro    | Sable por equipos |
| Campeonato Europeo |                         |                   |                   |
| Año                | Lugar                   | Medalla           | Prueba            |
| 2007               | San Petersburgo (Rusia) | Medalla de bronce | Sable individual  |
| 2013               | Budapest (Hungría)      | Medalla de bronce | Sable por equipos |
| 2014               | Kazán (Rusia)           | Medalla de plata  | Sable por equipos |